# Ghost Burger (cortometraje)
Ghost Burger es un cortometraje animado en claymation de producción independiente, escrito y dirigido por el animador británico Lee Hardcastle en 2013. Se trata de una secuela completa del cortometraje T is for Toilet, creado para la película The ABCs of Death. Entre esos cortometrajes que formaban la película, el ganador fue el que presentó Lee Hardcastle, uno de los motivos por los que decidió realizar Ghost Burger, posiblemente el cortometraje más largo y en el que más trabajo ha dedicado.

## Sinopsis
John Tooley, un niño que sufre un trauma con el inodoro, que se explica vagamente haciendo uso de referencias a su precuela, T is for Toilet, va a pasar el verano con su tío Benedict (el hermano de su padre) y su primo Richard (decir Ritchie), que llevan un negocio de hamburguesas muy poco rentable. Debido a un accidente que tuvo años atrás, su ojo izquierdo quedó incapacitado, pero en poco tiempo, él y su primo descubren que John tiene una habilidad especial: es capaz de ver fantasmas. Por ello, su primo Ritchie ve la posibilidad de salvar el negocio de su padre, cazando y convirtiendo en hamburguesas a los espectros de la ciudad, logrando que la hamburguesería se colme de gente y su padre obtenga el éxito y la fama que tanto deseaba. Sin embargo, más adelante conocerán a Kepler, un misterioso cazador de fantasmas, que les avisa de las consecuencias de sus actos. Finalmente, todo desembocará en una catástrofe sobrenatural.

### Estilo
La historia se desarrolla en un ambiente ochentero y con una estética muy propia del cine británico. Abunda el gore y el humor negro, como en la inmensa mayoría de sus trabajos. Destaca, especialmente, los colores y efectos de luz que nos ofrece.

## Reparto
- Lee Hardcastle (director, guionista y doblador del padre de John).
- Dominic Brunt (doblador de Benedict Tooley).
- Tim Atkins (sonido y doblador de Ritchie Tooley).
- Ant Hardcastle (doblador del alcalde Stan, Kepler y John Tooley).
- Nacho Vigalondo
- Crabstickz
- Kill The Noise
- Josephine Barat (encargada de la ropa de los personajes).